# Racketlon
Racketlon är racketsportens motsvarighet till triathlon och tiokamp. Spelarna möter varandra i de fyra grenarna bordtennis, badminton, squash och tennis. Man spelar ett set till 21 i varje gren där poäng räknas på varje boll. Den som har den högsta totalpoängen när matchen är slut vinner, alltså kan man vinna en match trots tre setförluster. Vid oavgjort resultat efter fyra set spelas en avgörande boll i tennis enligt regeln gummiarm tiebreak. VM 2012 arrangerades i Stockholm. Det internationella förbundet är Fédération International de Racketlon (FIR).

## Historia
Sporten har sitt ursprung i Sverige och Finland. Finland har racketlontraditioner sedan 1980-talet. Peter Landberg var inledningsvis en av drivande personerna och hittade på namnet racketlon. Racketlon är nu ett registrerat varumärke som ägs av Peter Landberg och Racketlon.com I Sverige har SM spelats, huvudsakligen i Enskede Rackethall, sedan 1989. Det första världsmästerskapet hölls i Göteborg 2001, men var en ren affär mellan Finland och Sverige. Sedan dess har sporten växt kraftigt, vid VM 2012 i Enskedefältet deltog närmare 500 deltagare från hela världen.
Medaljligan (för alla tävlingsklasser förutom B, C och D)
| Medaljliga för samtliga Racketlon-VM |           |      |        |        |        |
| Placering                            | Nation    | Gold | Silver | Bronze | Totalt |
| 1                                    | Österrike | 32,5 | 26,5   | 23,5   | 82,5   |
| 2                                    | Sverige   | 29,5 | 24     | 21     | 74,5   |
| 3                                    | Finland   | 23,5 | 16     | 16     | 55,5   |
| 4                                    | Tjeckien  | 12   | 11,5   | 9      | 32,5   |
| 5                                    | Tyskland  | 11,5 | 20,5   | 16,5   | 48,5   |

## Spelet
Huvudsakligen gäller de fyra ingående grenarnas individuella regler även under en racketlonmatch. Några viktiga tillägg beskrivs nedan.

### Regler
Racketlon definieras som en sport där tre principer uppfylls:
1. Spelet måste inkludera de fyra sporterna bordtennis, badminton, squash och tennis
2. Spelet bygger på att samma spelare spelar mot varandra i samtliga grenar med likvärdig poängräkning i varje set
3. Varje boll måste vara värd poäng

Allt spel som uppfyller dessa regler är racketlon. 
Matcherna ska spelas i följd med enbart kort inbollning mellan seten. Vanligen är turordningen från små till större racketar, dvs. bordtennis-badminton-squash-tennis. Badminton och squash, de två mest fysiska grenarna, ligger därmed vanligen i mitten av matchen. Mellan seten får det passera högst 6 minuter. När en spelare når 11 poäng i ett set har spelarna rätt till en minuts vila.
Varje spelare servar två gånger, en gång från höger och en gång från vänster. Undantagen är bordtennis, där man får serva från vilken sida man vill, samt tennis, där man i vanlig ordning har första- och andraserve.

Grenarna i racketlon
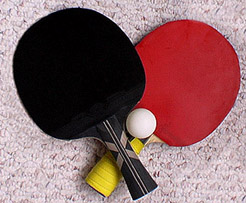
Bordtennis
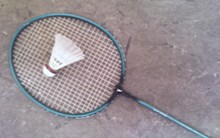
Badminton
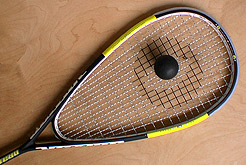
Squash
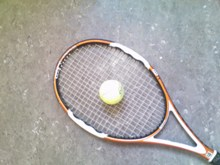
Tennis

### Taktik
I racketlon gäller det att vara tillräckligt bra i fyra grenar för att vinna matcher. Eftersom varje boll är lika mycket värd i sporten, till skillnad från övriga racketsporter där set- eller gamevinster är avgörande, tenderar risktagandet i spelet vara mindre. Exempelvis skiljer sig "racketlontennis" avsevärt från tennis, eftersom oprovocerade fel behöver minimeras i ännu högre grad.

## Elitspelare
Fem olika herrspelare har varit rankade etta i världen. Sedan oktober 2012 är den före detta badmintonspelaren Jesper Ratzer från Danmark högst rankad herrspelare i världen. Ratzer vann silver i VM 2011, men är än så länge obesegrad i racketlon 2012. Den förre världsettan, Christoph Krenn, var högst rankad i 38 månader. Krenn är en lång spelare med exceptionell räckvidd, samt en tennisspecialist. Svensken Magnus Eliasson, tidigare elitseriespelare i ishockey, har vunnit tre VM-guld och har varit rankad världsetta i racketlon hela 77 månader. Övriga två spelare som har varit världsettor är finnen Mikko Kärkkäinen och svensken Stefan Adamsson.

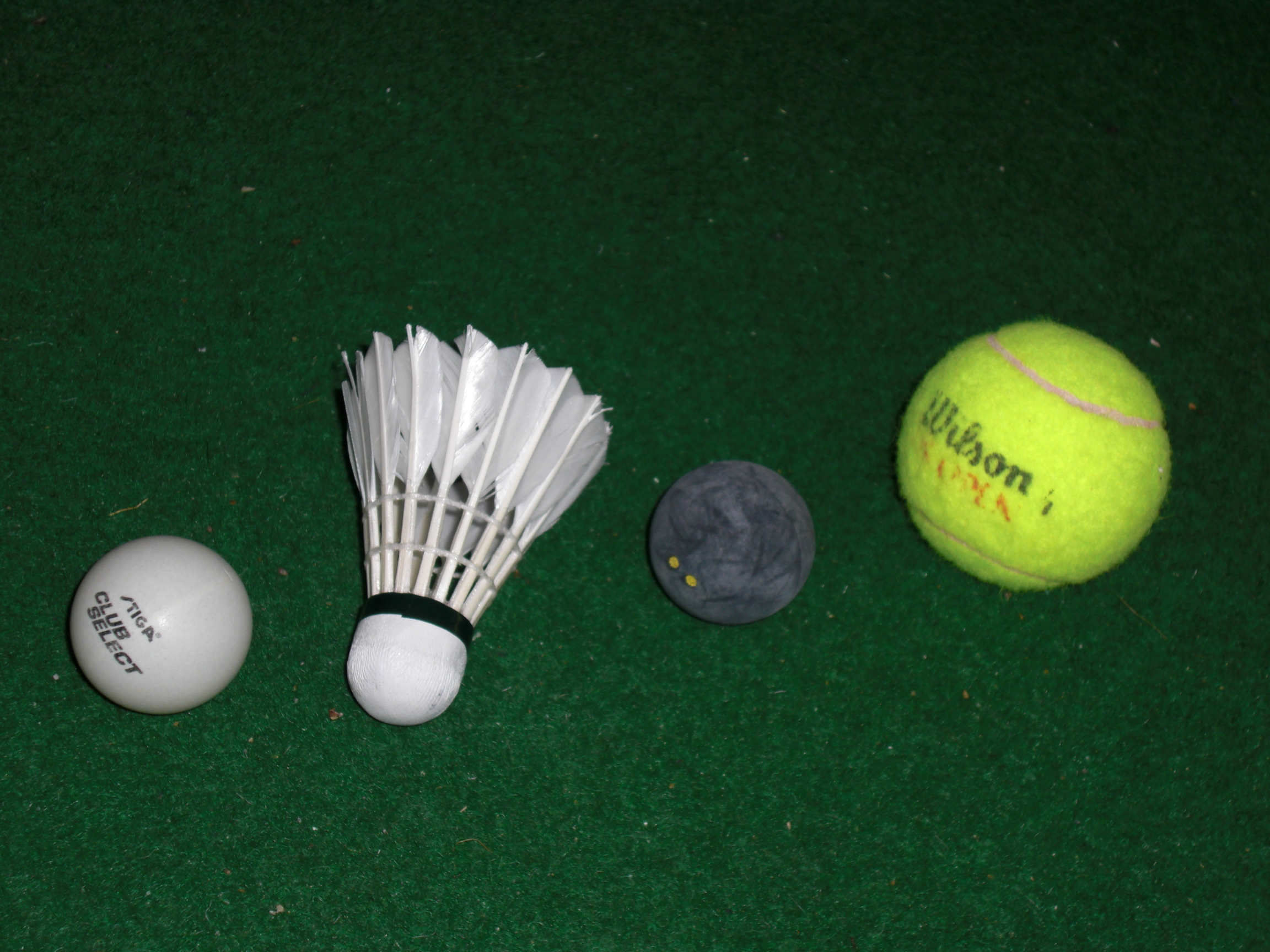
Bollarna som används i racketlon.

Det internationella racketlonförbundet arrangerar årligen FIR World Tour med tävlingar i flera länder. Under 2012 ingick följande turneringar
1. 10-12 februari Vienna Classics, Österrike
2. 13-15 april Czech Open, Prag
3. 4-6 maj Hungarian Open, Pecs
4. 18-20 maj Italian Open, Milano
5. 1-3 juni King of Rackets, Oudenaarde (Belgien)
6. 15–17 juni Racketlon Allergan, Granby (Kanada)
7. 22-24 juni Swiss Open, Zürich
8. 12-15 juli VM, lag och dubbel, Sofia (Bulgarien)
9. 27-29 juli German Open, Nussloch
10. 17–19 augusti Dutch Open, Rotterdam
11. 7-9 september Austrian Open, Wien
12. 21-23 september ALTERNATE Open, Linden (Tyskland)
13. 5-7 oktober Finnish Open, Helsingfors
14. 26-28 oktober English Open & Champions League, London
15. 29 november-2 december VM Singel, Stockholm (Sverige)

Av dessa tävlingar ingår King of Rackets, Swiss Open och Austrian Open i Super World Tour.

## Svenska föreningar
- Gothenburg Racketlon Club
- Malmö Bellevue Racketlon Club
- Helsingborgs Racketklubb
- Enskede Racketlonklubb
- Västerås Racketlon Club
- Västervik Racketlon Club
- Linköping Racketlon Club